# Kanwer Singh
 (mai 2025).
Kanwer Singh (né le 12 juillet 1981), connu sous le pseudonyme Humble The Poet, est un youtuber canadian, auteur et artiste de slam. Il est l'auteur de 3 livres :  Unlearn: 101 Simple Truths for a Better Life, Unlearn, Beneath the Surface: 101 Honest Truths to Take Life Deeper. and Things No One Else Can Teach Us..

## Débuts
Kanwer Singh est né et a grandi à Toronto dans l'Ontario au Canada. Il est le fils d'immigrés indiens Pendjabis Sikhs. En 2010, il quitte son poste de professeur pour devenir Humble The Poet afin de se consacrer pleinement à la poésie et au slam.

## Carrière
Kanwer Singh a commencé à publier des chansons sur YouTube en 2008, il est alors indépendant. Il a réalisé plusieurs tournées internationales pour promouvoir son travail. Il a également collaboré avec la youtubeuse Lilly Singh, ils ont ensemble produits deux clips vidéos appelés #LEH et #IVIVI,. Humble the Poet a remporté l'édition 2017 de l'émission Le Combat des livres, un concours d'auteurs télévisé. A cette occasion il s'est opposé à Andre Alexis, auteur de Le langage de la meute. En avril 2020, Kanwer Singh apparait dans le late night show A Little Late with Lilly Singh aux côtés de Jay Shetty. Il y fera une seconde apparition en mai 2021. Il a également révélé qu'il souhaitait lancer son propre podcast appelé "Humble The Poet Daily'ish".

## Prix et nominations
| Année | cérémonie de remise des prix | Catégorie                                            | Résultat   |
| ----- | ---------------------------- | ---------------------------------------------------- | ---------- |
| 2014  | Streamy Awards               | Meilleure chanson originale (#Leh avec Lilly Singh ) | Nomination |